# Lagord
Lagord – miejscowość i gmina we Francji, w regionie Nowa Akwitania, w departamencie Charente-Maritime.
Według danych na rok 1990 gminę zamieszkiwało 5287 osób, a gęstość zaludnienia wynosiła 658 osób/km² (wśród 1467 gmin regionu Poitou-Charentes Lagord plasuje się na 30. miejscu pod względem liczby ludności, natomiast pod względem powierzchni na miejscu 941.).